# Bupleurum dumosum
Bupleurum dumosum är en flockblommig växtart som beskrevs av Ernest Saint-Charles Cosson och Benedict Balansa. Bupleurum dumosum ingår i släktet harörter, och familjen flockblommiga växter. Inga underarter finns listade i Catalogue of Life.